# 1970-1979

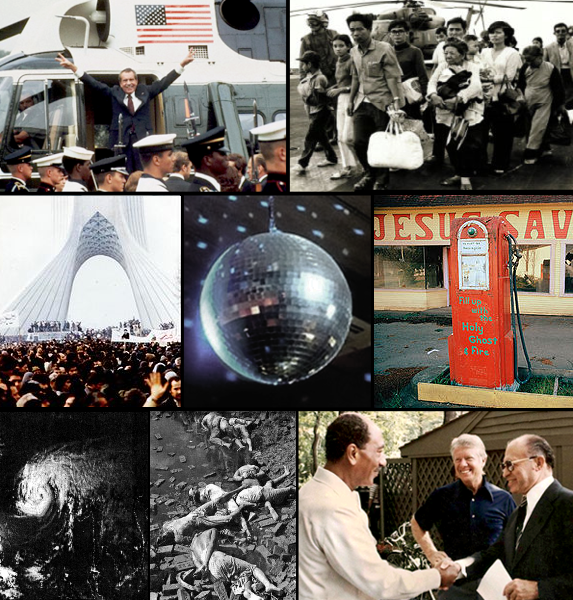
1970-1979

De jaren 1970-1979 (van de christelijke jaartelling) zijn het achtste decennium in de 20e eeuw.

## Meerjarige gebeurtenissen en ontwikkelingen
Oliecrisis
- De Oliecrisis van 1973 volgt uit een conflict tussen de Arabische wereld en het westen over het Israëlisch-Arabische conflict en de steun van het westen aan Israël. Ook vindt de door Arabische oliesjeiks gedomineerde Organisatie van olie-exporterende landen dat de geïndustrialiseerde wereld te weinig betaalt voor de aardolie. De prijs wordt verhoogd met 70% en de productie beperkt.
- Tegen de Verenigde Staten en Nederland wordt een olieboycot ingesteld wegens de steun van deze landen aan Israël. In Nederland worden de autoloze zondag en rantsoenering van benzine ingesteld om energie te besparen.
- Na de oliecrisis verschuift de controle van de oliebronnen naar het OPEC-kartel en naar staatsoliemaatschappijen zoals Saudi Aramco, Gazprom, China National Petroleum Corporation, National Iranian Oil Company, Petróleos de Venezuela, Petrobras en Petronas.
- De hoogte van de olieprijzen veroorzaakt inflatie en ook een stagnatie van de economie. Deze unieke combinatie krijgt in de wetenschap de naam stagflatie.
- Een tweede oliecrisis in 1979 veroorzaakt een wereldwijde economische crisis waarvan ook de olieproducerende landen te lijden hebben. Voortaan zullen zij het oliezwaard met meer voorzichtigheid hanteren.
- De oliemaatschappijen zoeken naar alternatieven voor de aardolie uit het Midden-Oosten en boren olie aan onder de Noordzee. Met name in het Noorse en het Britse deel van het Continentaal plat zitten grote reserves. In Nederland ontstaat een aanzienlijke offshore-industrie.

Azië
- Na dertig jaar komt er een einde aan de oorlog in Indochina. In 1975 vallen Zuid-Vietnam, Cambodja en Laos in handen van communistische rebellen.
- In Cambodja komt de Rode Khmer aan de macht die tot de inval van de Vietnamezen in 1978 een schrikbewind voert, waarbij circa 1,5 miljoen Cambodjanen omkomen door uithongering, ziekten en executies, nadat zij vanuit de steden naar het platteland zijn gedeporteerd.
- Als Mao Zedong in 1976 sterft, wordt de Culturele Revolutie beëindigd. Na een machtsstrijd en de gevangenneming van de Bende van Vier wordt de meer pragmatische Deng Xiaoping de onbetwiste leider. In 1979 worden de eerste economische hervormingen aangekondigd.
- Het regime van sjah Mohammed Reza Pahlavi van Iran wordt steeds repressiever. In 1975 worden de in het parlement vertegenwoordigde partijen samengevoegd tot de Herrijzenispartij. De liberale oppositie tegen de eenpartijstaat en tegen de beruchte geheime politie Savak krijgt gezelschap van een verzet uit islamitische hoek onder leiding van ayatollah Khomeini die in ballingschap te Parijs verblijft. In 1978 verslechtert de situatie en onder druk van de Amerikaanse president Carter vertrekt de Sjah begin 1979 naar Egypte, waarna de Islamitische republiek wordt uitgeroepen.
- De Filipijnse president Ferdinand Marcos komt in het nauw door opstanden van communisten en het Moro Islamic Liberation Front. Ook de liberalen en andere burgerlijke kringen verzetten zich tegen zijn autoritaire regeerstijl en uiteindelijk roept hij de noodtoestand uit en ontbindt de senaat.

Europa
- De Bondsrepubliek voert onder een coalitie van SPD en FDP een nieuwe Ostpolitik. Het bestaan van de DDR wordt beschouwd als een voldongen feit en er vinden wederzijdse bezoeken plaats op regeringsniveau. De Oder-Neissegrens met Polen wordt erkend en bondskanselier Willy Brandt vraagt in Auschwitz vergiffenis voor de misdaden van nazi-Duitsland. Ook met Tsjecho-Slowakije en de andere Oost-Europese landen gaat de Bondsrepubliek betrekkingen aan.
- Tussen IJsland en het Verenigd Koninkrijk woeden twee Kabeljauwoorlogen. Aanleiding is de uitbreiding door IJsland van zijn territoriale wateren eerst naar 93 kilometer (1971) en vervolgens (in 1975) tot 370 kilometer. De Britten trekken hun marine terug als IJsland dreigt de NAVO-basis bij Keflavík te sluiten.
- In Zuid-Europa komt een democratische ontwikkeling tot stand. De dictaturen krijgen democratische regeringen (Portugal en Griekenland in 1974; de Spaanse democratische overgang begint in 1975) en beginnen aan het proces van toetreding tot de Europese Gemeenschap.

Koude Oorlog
- De Ostpolitik van de West-Duitse bondskanselier Willy Brandt leidt tot een aantal verdragen met de Sovjet-Unie, Polen en ten slotte het Grundlagenvertrag met de DDR (1972). De normalisatie van de Duits-Duitse betrekkingen maakt het voor de westerse wereld mogelijk om in 1973 de DDR te erkennen.
- De Helsinki-akkoorden verminderen de militaire spanning in Europa tussen de landen van de NAVO en het Warschaupact. Op aandrang van het westen wordt ook een afspraak toegevoegd over de mensenrechten.

Terrorisme
- Het terrorisme grijpt om zich heen en wordt in extreemlinkse kringen geaccepteerd als strijdmiddel.
- De Rote Armee Fraktion in West-Duitsland, de Rode Brigades in Italië en het Japanse Rode Leger bereiken met hun acties vooral dat de wetten in hun landen worden aangescherpt. De democratie kunnen ze niet echt bedreigen.
- In Zuid-Amerika ligt dat anders. De bewegingen van de Tupamaros in Uruguay en de Montoneros in Argentinië drijven de strijdkrachten in deze landen tot het instellen van militaire dictaturen en grove schendingen van de mensenrechten.
- Er vinden vele vliegtuigkapingen plaats, vooral door strijders van de Palestijnse Bevrijdingsorganisatie (PLO) en andere Palestijnse groepen.
- Nederland wordt tweemaal geconfronteerd met een treinkaping door Zuid-Molukse jongeren: in 1975 bij Wijster en in 1977 bij De Punt. Gelijktijdig met de treinkaping bij De Punt wordt ook een lagere school in Bovensmilde gegijzeld.

België
- In 1970 begint het proces van staatshervorming, dat in vier stappen zal leiden tot een federale structuur.
- Begonnen wordt met de bouw van kerncentrales ten behoeve van de energievoorziening door Electrabel. Er verrijzen centrales bij Tihange aan de Maas en in Doel bij Antwerpen.
- Bouw van de Université catholique de Louvain in de nieuwe universiteitsstad Louvain-la-Neuve.
- Aanleg van de Brusselse metro, die aanvankelijk met tramstellen door de tunnels rijdt maar in 1976 volwaardig in gebruik wordt genomen.

Nederland
- Voortgezette deconfessionalisering, waarvan vooral de KVP veel te lijden heeft. Dit leidt tot streven naar de vorming van een verenigde christendemocratische partij, die er in 1980 ook zal komen.
- Dienstplichtigen komen in verzet tegen rigide gezagsuitoefening in de krijgsmacht. Ze richten de VVDM op en bereiken een versoepeling van de groetplicht, verhoging van de soldij en het recht om in hun vrije tijd burgerkleding te dragen.
- Het is na de oliecrisis van 1973 een tijd van stijgende werkloosheid, oplopende overheidstekorten, er vinden massale stakingen plaats, onder andere bij Enka en in de Rotterdamse haven (1979).
- Het kabinet-Den Uyl (1973-1977) symboliseert de politieke polarisatie tussen links en rechts. Spreiding van macht, kennis en inkomen is het motto. Maar het zijn ook de jaren van Dries van Agt, die de eerste leider wordt van een verenigde christendemocratische partij: het Christen-Democratisch Appèl. Hij pleit voor een ethisch reveil en wil de vertoning van erotische films beperken tot bioscopen met minder dan 50 stoelen. Als minister van Justitie wil hij de abortuskliniek Bloemenhove sluiten, wat door felle protestdemonstraties en een bezetting van de kliniek uiteindelijk wordt voorkomen. Ook zijn voornemen om drie oorlogsmisdadigers uit de gevangenis van Breda vrij te laten, omdat deze gevangenisstraf 'binnen ons rechtsstelsel geen enkel doel meer dient', roept emotionele reacties op en wordt uiteindelijk afgeblazen. De vlucht van de van ernstige oorlogsmisdaden verdachte Pieter Menten naar Zwitserland, die hiermee voorlopig aan arrestatie ontkomt, wordt aan Van Agts nalatigheid toegeschreven, wat hem in de Tweede Kamer een zeer moeilijk moment oplevert.
- Prins Bernhard komt in opspraak door de Lockheed-affaire, die begint met een onthulling door de president-directeur van de Amerikaanse vliegtuigfabriek Lockheed tijdens een hoorzitting in het Amerikaanse Congres. Bernhard zou in totaal 1,2 miljoen dollar aan steekpenningen hebben aangenomen, in ruil voor zijn voorspraak bij de aankoop van onder andere de Lockheed F-104 Starfighter. Een onderzoek door een commissie van drie wijze mannen wijst uit dat de prins inderdaad niet altijd correct gehandeld heeft. Door het algemeen geprezen optreden van premier Den Uyl wordt een constitutionele crisis voorkomen, maar de prins moet wel al zijn militaire functies neerleggen.
- Een artikel in het juridisch studentenblad Ars Aequi stelt in 1971 dat de rechtspraak vrijwel ontoegankelijk is voor mensen met lage inkomens. Daarop worden in universiteitssteden en later ook elders rechtswinkels opgericht, waar studenten en vrijwilligers gratis adviezen geven aan mensen die geen advocaat kunnen betalen.
- Een regeringscommissie komt in 1974 met het advies, om de rijksdiensten beter over het land te spreiden, en zo de economie te stimuleren in regio's die kampen met bedrijfssluitingen. De regering-Den Uyl volgt het advies op en verplaatst onder meer de hoofddirectie van de PTT naar Groningen en het Centraal Bureau voor de Statistiek naar Heerlen.

Suriname
- Het aantreden in Nederland van het progressieve kabinet-Den Uyl wordt in Suriname in creools-nationalistische kringen gezien als een kans om de dekolonisatie van Suriname gedaan te krijgen. De Hindoestaanse en Javaanse oppositie zien niets in dit streven. De regering van Henck Arron weigert echter een volksstemming te houden. Pas als de door alle partijen gerespecteerde gouverneur Johan Ferrier zich bereid verklaart president te worden, vindt een nationale verzoening plaats.
- De Surinaamse onafhankelijkheid vindt plaats op 25 november 1975, maar heeft dan al geleid tot een massale migratie van Surinamers naar Nederland die er blijkbaar geen vertrouwen in hebben. Hindoestanen zijn hierbij oververtegenwoordigd.
- In de jaren na de onafhankelijkheid blijft de blokkade bestaan tussen regering en oppositie, ofwel creolen en Hindoestanen. De regering geeft de Nederlandse hulpgelden uit aan prestigeprojecten, zoals een "spoorlijn van niets naar nergens": de spoorlijn Bakhuisgebergte - Apoera, ten behoeve van bauxietwinning. Dit West-Surinameplan zal op niets uitlopen, net als de spoorlijn.

Midden-Oosten
- In 1973 vindt de Jom Kipoeroorlog plaats waarbij Egypte en Syrië onverhoeds Israël binnenvallen; na een paar weken is deze oorlog voorbij. Militair heeft deze oorlog geen gevolgen, wel moreel omdat Israël voor de Arabische wereld niet meer de onoverwinnelijke vijand blijkt te zijn.
- Menachem Begin vormt met Ezer Weizman en Ariel Sharon de combinatie Likoed, die in 1977 de verkiezingen wint en een einde maakt aan de hegemonie van de sociaaldemocratische MAPAI.
- In 1977 brengt de Egyptische president Sadat een spectaculair bezoek aan Israël dat uiteindelijk resulteert in een vredesverdrag (1978).

Amerika
- Het zelfvertrouwen van de Amerikanen wordt ernstig aangetast door de verloren oorlog in Vietnam en door het Watergateschandaal. Een inbraak in het kantoor van de Democratische Partij en allerlei pogingen om deze te verbergen leiden tot het aftreden van president Nixon. Zijn opvolger Gerald Ford en de Democraat Jimmy Carter slagen er niet in om het geloof in de USA te herstellen.
- Als reactie op de linkse guerrillabewegingen grijpen in veel Latijns-Amerikaanse landen de strijdkrachten de macht en vestigen een schrikbewind. Augusto Pinochet in Chili, Jorge Videla in Argentinië, Alvarez in Uruguay en andere dictators werken samen in de Operatie Condor om de linkse beweging uit te roeien. Ook in het civiel bestuurde Mexico woedt een vuile oorlog.
- In Québec komt de separatistische Parti Québécois van René Lévesque in 1976 aan de regering. Door een rigide francophone taalpolitiek verlaten veel Engelssprekenden de provincie en vestigen zich in Ontario. Daar ontwikkelt de stad Toronto zich razendsnel tot het nieuwe zakencentrum van Canada.
- Het Amerikaanse Hooggerechtshof schort in 1972 de uitvoering van de doodstraf op, maar oordeelt in 1976 dat deze niet onevenredig wreed is.
- In 1971 organiseren de journalisten Brock Yates en Steve Smith van het Amerikaanse blad Car and Driver een min of meer illegale autorace van New York naar Redondo Beach (Californië). Tot 1979 wordt vijf maal deze race gehouden. Yates schrijft de scenario's voor de films The Cannonball Run (1976, met David Carradine) en The Gumball Rally (1976, met Michael Sarrazin).

Innovatie
- Kwartsuurwerken worden voor het eerst gangbaar en verdringen in korte tijd in veel marktsegmenten de mechanische uurwerken goeddeels.
- Op de boerderij verschijnt de ligboxenstal, waarin de koeien loslopen of in een box naar keuze gaan liggen.

Stad en land
- Oude industriesteden in de USA en Europa raken in verval. Dit proces wordt veelal gekenmerkt door deïndustrialisatie, ontvolking of vervanging van de bevolking, herstructurering, verlaten gebouwen, hoge werkloosheid, gebroken families, gebrek aan politiek engagement, misdaad en een desolaat, onherbergzaam stadslandschap.
- De Nederlandse regering probeert de suburbanisatie in banen te leiden door het aanwijzen van groeikernen, zoals Alkmaar en Hoorn voor Amsterdam, Zoetermeer voor Den Haag en Spijkenisse voor Rotterdam.
- De bloemkoolwijk doet zijn intrede. Woningen worden dicht op elkaar gebouwd in soms grillige straatpatronen. Zo komen er overal woonerven waar de voetganger het nu eens voor het zeggen heeft en de auto gast is.
- De heemtuin komt in zwang. In plaats van gemaaide gazons met strakke borders gaat men in stadsplantsoenen de natuur de vrije hand geven. Voorbeelden zijn de heemtuin Ommoord en de heemtuin Rucphen.

Mobiliteit
- De overheid probeert de verkeersveiligheid te verbeteren door maatregelen als de draagplicht van valhelmen door bromfietsers en autogordels door automobilisten. De periodieke autokeuring APK en het blaaspijpje worden ingevoerd. Al deze "regelzucht" stuit op heftige weerstand van "wakker Nederland".
- Een tegenbeweging komt op gang onder aanvoering van De Telegraaf en VVD-minister Neelie Smit-Kroes. De RAI en de BOVAG voeren de reclamecampagne Blij dat ik rij en hun stickers sieren de bumpers van vele toerende gezinnen.
- Het toerisme neemt een vlucht. Veel mensen kopen een tweede huisje in een afgelegen regio of trekken er met een Alpenkreuzer op uit.De watersport wint aan populariteit, de turfroute wordt geschikt gemaakt voor de pleziervaart.
- In Japan wordt in etappes de Sanyo Shinkansen in gebruik genomen, de tweede hogesnelheidslijn die Tokio met de andere metropolen verbindt.

Milieu
- Het Rapport van de Club van Rome waarschuwt in 1972 voor het opraken van fossiele brandstoffen. Door politieke oorzaken lijkt dat ineens actueel als de wereld in 1973 wordt geconfronteerd met de oliecrisis.
- De moderne fosfaathoudende wasmiddelen krijgen de schuld van de waterverontreiniging en spuitbussen en oude koelkasten dragen bij aan de verspreiding van chloorfluorkoolstofverbindingen, de veroorzakers van het gat in de ozonlaag.
- Terwijl de Deltawerken hun voltooiing naderen en Rijkswaterstaat bouwt aan de afsluiting van de Oosterschelde, ontstaat een coalitie van vissers, watersportliefhebbers en natuurvrienden, die de zeearm open en het water zout willen houden. Een tegenbeweging stelt de veiligheid van de Zeeuwen voorop. Als de PPR in 1974 dreigt het kabinet-Den Uyl te verlaten, wordt de dijkbouw stilgelegd en een commissie benoemd. Deze komt in 1976 met een tussenoplossing: de afsluitbare pijlerdam. Het project wordt daarmee zesmaal zo duur, maar dan hebben de Zeeuwen ook wat. Ook wordt in 1978 de Brouwerssluis in gebruik genomen, waarmee de getijdenwerking in het Grevelingenmeer wordt hersteld.

Vrouwen
- De tweede feministische golf manifesteert zich in Nederland met de stichting van moedermavo's, met VOS-cursussen en met de actie "Baas in eigen buik" van Dolle Mina.
- Opening van vluchthuizen (in België) en blijf-van-mijn-lijfhuizen (in Nederland), voor slachtoffers van huiselijk geweld.
- Het tijdschrift Story is in 1974 het eerste roddelblad in Nederland. Als dit blad al snel een oplage van vele honderdduizenden haalt, verschijnen er meer titels, zoals Weekend, Party en vooral Privé.

Gezondheid
- Het begrip hyperventilatie wordt bekend en vindt direct grote groepen patiënten. De lijders aan de kwaal wordt aangeraden om bij een aanval in een plastic zak te ademen.
- De psychologie maakt veelvuldig gebruik van de sensitivitytraining, een groepsproces waarin de patiënten / deelnemers worden aangemoedigd om onbeperkt hun gevoelens "in de groep" te gooien.
- Geleidelijk raken meer jongeren verslaafd aan heroïne. In Nederland ontstaat de idee dat de markten van soft- en harddrugs gescheiden zouden moeten worden. Het bezit van kleine hoeveelheden hasj en wiet zal niet langer worden vervolgd.
- In 1972 doet zich in Joegoslavië de laatste epidemie van pokken in Europa voor. In de volgende jaren worden Azië en als laatste Oost-Afrika pokkenvrij verklaard. Het wereldwijd laatst bekende geval doet zich in september 1978 voor in Engeland, als Janet Parker, fotografe bij de medische faculteit in Birmingham, waar het virus wordt bewaard, de ziekte oploopt en eraan overlijdt.
- Vooral onder jonge mensen is er grote belangstelling voor alternatieve geneeswijzen en homeopathie.
- In Vlaardingen ontwikkelt Cornelis Moerman een dieet tegen kanker. Het kruidenvrouwtje Mellie Uyldert heeft 'een middeltje tegen elke kwaal'.

Godsdienst
- Paus Paulus VI voert de Novus Ordo Missae in: een liturgie in de volkstaal volgens de besluiten van het Tweede Vaticaans Concilie.
- De Nederlandse rooms-katholieke kerkprovincie in de Rooms-Katholieke Kerk wordt stap voor stap weer in het gareel van Rome gebracht. De vrijgekomen bisschopszetels van Rotterdam en Roermond worden in 1971 en 1972 bezet door de conservatieve bisschop Ad Simonis en de reactionaire bisschop Joannes Gijsen. De adviezen van de kathedrale kapittels worden daarbij genegeerd. Hierdoor ontstaat tweespalt in de Nederlandse Bisschoppenconferentie. Als het hoofd van de kerkprovincie kardinaal Alfrink terugtreedt, wordt de Nederlandse curiekardinaal Willebrands gestuurd om een totale breuk te voorkomen. Bij dit alles is de rol van de leek, zoals in het Landelijk Pastoraal Concilie, uitgespeeld.

Media
- Er zijn 'grensverleggende' programma's op televisie die willen breken met de bestaande 'burgerlijke' cultuur (onder andere van Wim T. Schippers). Er zijn ook tegengestelde ontwikkelingen: de nieuwe en groeiende omroepen TROS, die juist op conventioneel amusement en politiek rechts gericht is, en de EO met vooral 'verkondigende' programma's, die eind jaren zestig was opgericht, omdat de algemeen protestantse NCRV te veel verwaterd zou zijn.
- In 1973 neemt het parlement de zogenaamde anti-Veronicawet aan. Deze wet verbiedt het in werking hebben van zendinstallaties aan boord van schepen en vliegtuigen en de medewerking aan omroepinstellingen die als doel hebben om radio- en of televisieprogramma's te doen uitzenden vanuit schepen en vliegtuigen. Het aannemen van deze wet heeft tot gevolg dat de zeezenders Radio Veronica en Radio Noordzee Internationaal reeds op 31 augustus 1974 om respectievelijk 18.00 uur en 20.00 uur hun uitzendingen staken.
- Grote populariteit in Nederland van de Dik Voormekaar Show, een radioprogramma van André van Duin en Ferry de Groot.

Derde Wereld
- In 1971 ontvouwt de Tanzaniaanse president Julius Nyerere een grootscheeps landbouwplan, dat voorziet in de zogenoemde Ujamaa-dorpen. Deze Ujamaas bestaan uit traditioneel Oost-Afrikaanse dorpsgemeenschappen in communaal verband. De nieuwe toevoeging aan deze dorpsgemeenschappen is echter een sociaal stelsel van voorzieningen (ziekenhuizen, water- en voedselvoorzieningen, scholen enz.). De Ujamaa-dorpen komen niet goed van de grond. In 1976 is het landbouwcollectivisatieprogramma ten einde, maar het land is veranderd van Afrika's grootste exporteur van landbouwproducten in de grootste importeur.
- In 1974 wordt de Ethiopische keizer Haile Selassie afgezet door marxistische legerofficieren onder leiding van Mengistu Haile Mariam. Naast honger en gebrek heersen in het land ook chaos en onderdrukking, waarvan het buurland Somalië gebruik maakt door Ogaden binnen te vallen. Met Russische en Cubaanse steun worden de invallers verdreven.
- De twee volkrijkste en snelstgroeiende landen ter wereld, China en India, beginnen met geboortebeperking. China kiest voor de eenkindpolitiek, waarbij het bij wet aan ouderparen verboden is om meer dan 1 kind te hebben. In India worden vaders overgehaald tot sterilisatie door ze een transistorradio in het vooruitzicht te stellen.

Kunsten
- Opkomst in New York en Chicago van streetart en graffiti. Graffiti is in principe een anonieme kunstvorm, waarin met een spuitbus verf een "kunstwerk" wordt achtergelaten op een treinstel of een muur. Van de betere kunstenaars wordt de "tag" al spoedig herkend.
- Doorbraak van de "authentieke uitvoeringspraktijk" in de oude muziek, bewerkstelligd door musici als Thurston Dart, Alfred Deller, Nikolaus Harnoncourt en Gustav Leonhardt.
- Bloei van de jazzrock met onder anderen gitarist John McLaughlin, de toetsenspelers Herbie Hancock, Chick Corea en Joe Zawinul en de saxofonist Wayne Shorter. De laatste twee vormen de zeer succesvolle formatie Weather Report.

Jeugdcultuur
- De muziekstroming disco, die begin jaren zeventig ontstaat is afgeleid van het woord discotheek, een nieuw soort grote dancing voor jongeren, waar spiegelbollen, stroboscoop en rookmachine voor bijzondere effecten zorgen.
- Atari, opgericht in 1972, staat aan de wieg van de muntslikkende (video)computerspelindustrie met de creatie van het computerspel Pong, een elektronisch pingpongspelletje dat direct een succes wordt. Overal duikt de speelhal op in het straatbeeld en kunnen de machines worden aangetroffen in winkelcentra en op straathoeken. Speelkasten verschijnen in restaurants, kruidenierswinkels en cafés
- Opkomst en ondergang, van de punkmuziek. Aangevoerd door met name Britse bands als The Sex Pistols, The Clash en The Stranglers doet een nieuwe, rauwe muziekstroming zijn intrede die net als de rock-'n-roll in de jaren 50 een grote generatiekloof bewerkstelligt en verwoordt.
- Reggae hoort bij de rastacultuur: de beweging op Jamaica om de zwarte wortels te vinden in Afrika en met name in het Ethiopië van Haile Selassie. Bob Marley schrijft het 'volkslied' van de rasta's: Get up, Stand up. Het vrije gebruik van marihuana maakt de Rastafaribeweging met de reggaemuziek ook populair onder blanke jongeren in Europa. Andere namen zijn Peter Tosh, Bunny Wailer en het duo Sly and Robbie.

Popmuziek
- De popgroep ABBA boekt in dit decennium grote successen met diverse hits. Het nummer Waterloo, waarmee ABBA in 1974 meedoet aan het Eurovisiesongfestival, wordt in 2005 verkozen tot het beste Songfestivallied ooit.[1]
- Meer in het algemeen worden de eerste helft van het decennium gedomineerd door de glamrock en de symfonische rock.
- Ook West-Afrikaanse muziek, zoals die van Fela Kuti, verovert een westers publiek.
- Bloei van het genre folkrock, in Engeland met bands als Fairport Convention en Steeleye Span. In de Verenigde Staten wordt het genre singer-songwriter populair met namen als Joni Mitchell en James Taylor.
- In 1971 wordt de tumba dé muziek van het Curaçaose carnaval, dat voor die tijd wordt gedomineerd door Calypso en steelbands. In het Roxy Theater wordt het allereerste tumbafestival gehouden. Boy Dap wordt als eerste tot tumbakoning gekroond.

Sport
- Feyenoord behaalt in 1970 als eerste Nederlandse voetbalclub een Europese titel, de Europacup gevolgd door Ajax in de volgende drie jaar. Ook PSV doet het goed, zij winnen in 1978 de Europacup III.
- Het Nederlands elftal bereikt de WK-finales van 1974 en 1978. Vooral het verlies van Duitsland in 1974 bezorgt de Nederlanders een nationaal trauma.
- Ard Schenk wordt driemaal achtereen wereldkampioen schaatsen en haalt in 1972 driemaal goud op de Olympische Winterspelen in Sapporo. Door zijn succes wordt ook de Vikingschaats toonaangevend.
- In 1973 komt op het circuit van Zandvoort tijdens de Formule 1 Grote Prijs Formule 1 van Nederland, de Britse coureur Roger Williamson om. Hij sterft nodeloos in de vlammen omdat het circuit niet is voorbereid op de felle brand die de wagen overspoelt. Na zijn dood wordt geprobeerd de brandveiligheid van raceauto's te verbeteren. Desondanks komt Niki Lauda in 1976 bijna om tijdens de race op de Nürburgring, als zijn Ferrari in vlammen opgaat.
- Het zijn de gouden jaren voor de Nederlandse racerij. De Wereldkampioenschappen voor motorfietsen tot 50 cc worden drie keer door Jan de Vries en Henk van Kessel gewonnen en rijders als Wil Hartog, Boet van Dulmen en Jack Middelburg winnen onder meer de Grand Prix' van Finland (Imatra), Nederland (Assen) en Duitsland (Hockenheimring).
- In het wielrennen is Joop Zoetemelk een goede tweede. De Belg Eddy Merckx is superieur en schaart zich bij de coureurs die vijfmaal de Ronde van Frankrijk op hun naam brachten.
- Cees Stam maakt furore op de baan bij het stayeren. Hij is wereldkampioen in 1970, 1973, 1974 en 1977 en rijdt in 1974 het werelduurrecord stayeren (82,998 kilometer).
- In 1972 komen diverse Israëlische deelnemers aan de Olympische Spelen in Duitsland om het leven bij een Palestijnse gijzelingsactie.
- De Nederlandse oud-wereldkampioen Max Euwe wordt in 1970 voorzitter van de Wereldschaakbond FIDE. Na lange onderhandelingen lukt het hem in 1972 de "match van de eeuw" te organiseren: de tweekamp tussen wereldkampioen Boris Spasski en uitdager Bobby Fischer in Reykjavik. Euwe zelf geeft voor de Nederlandse televisie uitleg van de partijen en wint duizenden jongeren voor deze denksport. In 1975 lukt het hem niet om Fischer met uitdager Anatoli Karpov aan het bord te krijgen, waarna de laatste tot wereldkampioen wordt uitgeroepen.
- De Chinese vechtsport kungfu wordt populair in het westen door de Amerikaanse televisieserie.
- De Nederlandse tennissers Tom Okker en Betty Stöve behoren jarenlang tot de wereldtop.

Economie
- De oliecrisis van 1973 werpt een schaduw op het gehele decennium. Het zorgt definitief voor een einde van een groot deel van de Nederlandse industrie. Een tweede crisis en een rapport werpt een schaduw over het leven van velen. Voorspeld wordt dat de olievoorraden snel zullen opraken.
- De auto-industrie van de VS wordt op haar knieën gedwongen door goedkope Japanse import, die zuiniger auto's levert. De VS reageren, maar erg laat. Het is een periode waarin veel automerken verdwijnen, evenals een groot deel van de Britse auto-industrie.
- In Nederlands Limburg wordt begonnen met de mijnsluiting. De personenautofabriek van DAF in Born wordt overgenomen door Volvo.
- Staalcrisis: door de daling van de wereldwijde vraag naar staal, als gevolg van de oliecrisis, daalt de staalproductie met een derde. Het verlies aan banen in de kolen- en staalindustrie kan slechts ten dele worden opgevangen door een groei van banen in de dienstensector.

Informatica
- De overgang van het industriële tijdperk naar het informatietijdperk begint met de toenemende digitalisering van gegevens en het belang van verbonden netwerken.
- In het bedrijfsleven dringt de minicomputer door tot de afdelingen, waarmee het monopolie van het mainframe en zijn beheerders wordt doorbroken.
- In 1975 wordt de Altair 8800 ontwikkeld. Deze computer voor thuis moet zelf in elkaar gezet worden. Deze computer heeft geen beeldscherm en geen toetsenbord, maar schakelaars en lampjes.
- In 1977 introduceert Apple de Apple II de eerste succesvolle pc met een monitor en toetsenbord om gegevens in te voeren. Deze eerste computers voor consumenten zijn nog zo duur en moeilijk om te bedienen dat ze alleen weggelegd zijn voor rijke en technisch onderlegde liefhebbers. Door de komst van VisiCalc, het eerste spreadsheetprogramma, ziet echter de zakelijke markt het nut van de pc. Snel komen er, aanvankelijk kleine, nieuwe bedrijfjes op die zich op de computermarkt toeleggen zoals het softwarebedrijf Microsoft.

Techniek
- De US Steel Tower wordt voltooid in 1970. Met 256 meter (64 verdiepingen) is het de hoogste wolkenkrabber van Pittsburgh. De stalen constructie wordt opzettelijk aan het weer blootgesteld om het effect van corrosie op het nieuwe materiaal cortenstaal te demonstreren. Ook in de civiele techniek wordt weervast staal toegepast, onder andere in bruggen. De langste brug is de New River Gorge Bridge in West Virginia uit 1977 met een hoofdoverspanning van 518 m. Het gebruik van cortenstaal in deze constructie brengt onder andere de uitdaging met zich om ervoor te zorgen dat de laspunten in hetzelfde tempo zullen verweren als de rest van het staal. Dat de brug niet geschilderd hoeft te worden, is een voordeel.
- De zakjapanner vindt brede verspreiding onder scholieren.

Wetenschap
- In 1971 en 1972 worden door een team van Richard Leakey fossielen van de homo rudolfensis gevonden in Oost-Afrika.

Voeding
- In Frankrijk wint de Nouvel Cuisine terrein met minder zware gerechten, onder de aandacht gebracht door de nieuwe restaurantgids van Gault & Millau.
- Er verschijnen mediterrane producten in de winkels, zoals courgettes, aubergines en kekererwten.
- Beginjaren zeventig waait het barbecueën vanuit Amerika over naar Europa. En voor de winteravond zijn er de Franse fondue en de Zwitserse raclette.
- De Zwitser Alfred Vogel brengt behalve vele plantenextracten ook muesli op de markt.

Trends
- Huiskamers worden opgetuigd met gehaakte versieringen (macramé), visnetten, zitzakken en biezen matten. Bruin, paars en oranje zijn modekleuren.
- Het koffiezetapparaat vervangt de handgezette filterkoffie en de kleurentelevisie vindt algemene ingang.
- In de slaapkamer komt het dekbed in de plaats van wollen dekens, en bont gekleurd beddengoed vervangt de witte lakens.
- De meubelboulevard doet haar intrede.
- Sportwedstrijden en andere openbare bijeenkomsten worden opgeschrikt door streakers: jonge personen die ongevraagd en ongekleed voorbijrennen.

mode
- Broeken met wijde pijpen van corduroy, al dan niet met jasje, T-shirt en basketball- of tennisschoenen zijn de favoriete outfit van jonge mensen.
- Onder oudere vrouwen wint het broekpak terrein, met als exponent de vrouwensmoking van Yves Saint-Laurent.

Recreatie
- In 1971 opent het Magic Kingdom, het tweede Disney-park. Het groeit in de loop der jaren uit tot het best bezochte attractiepark ter wereld.

## Belangrijke personen internationaal
- Richard Nixon
- Gerald Ford
- Jimmy Carter
- Leonid Brezjnev
- Mao Zedong
- Indira Gandhi
- Erich Honecker
- Willy Brandt
- Helmut Schmidt
- Georges Pompidou
- Valéry Giscard d'Estaing
- Harold Wilson
- James Callaghan
- Edward Heath
- Francisco Franco
- Augusto Pinochet
- Juan Perón
- Isabel Martínez de Perón
- Helvi Sipilä
- Anwar Sadat
- Moammar al-Qadhafi
- Hafiz al-Assad
- Golda Meïr
- Menachem Begin
- Yasser Arafat
- Fidel Castro
- Deng Xiaoping
- Kim Il-sung
- Paus Johannes Paulus II
- Paus Paulus VI

## Belangrijke personen in Nederland
- Koningin Juliana
- Prins Bernhard
- Piet de Jong
- Barend Biesheuvel
- Joop den Uyl
- Dries van Agt
- Hans Wiegel
- Joseph Luns
- Norbert Schmelzer
- Max van der Stoel
- Wim Duisenberg
- Molly Geertsema
- Wilhelm Friedrich de Gaay Fortman
- Willem Drees jr.
- Jaap Boersma
- Ruud Lubbers
- Frans Andriessen
- Chris van Veen
- Roelof Nelissen
- Henk Vredeling
- Jos van Kemenade
- Bé Udink
- Jan de Koning
- Fons van der Stee
- Haya van Someren
- Pierre Lardinois
- Hans Gruijters
- Jan Pronk
- Anne Vondeling
- Hannie van Leeuwen
- Ed van Thijn
- Tjerk Westerterp
- Koos Rietkerk
- Willem Aantjes
- Gerard Veringa
- Gijs van Aardenne
- Roelof Kruisinga
- Henk Vonhoff
- Jan Terlouw
- Job de Ruiter
- Arnold Tilanus
- Laurens Jan Brinkhorst
- Jan Schaefer
- André van der Louw
- Harm van Riel
- Bas de Gaay Fortman
- Hendrik Koekoek
- Marcus Bakker
- Piet Steenkamp
- Ria Beckers
- Johan Cruijff
- Rinus Michels
- Willem van Hanegem
- Rutger Hauer
- Freek de Jonge
- Jasperina de Jong
- Adèle Bloemendaal
- Frans Halsema